# Amt Kaltenhof

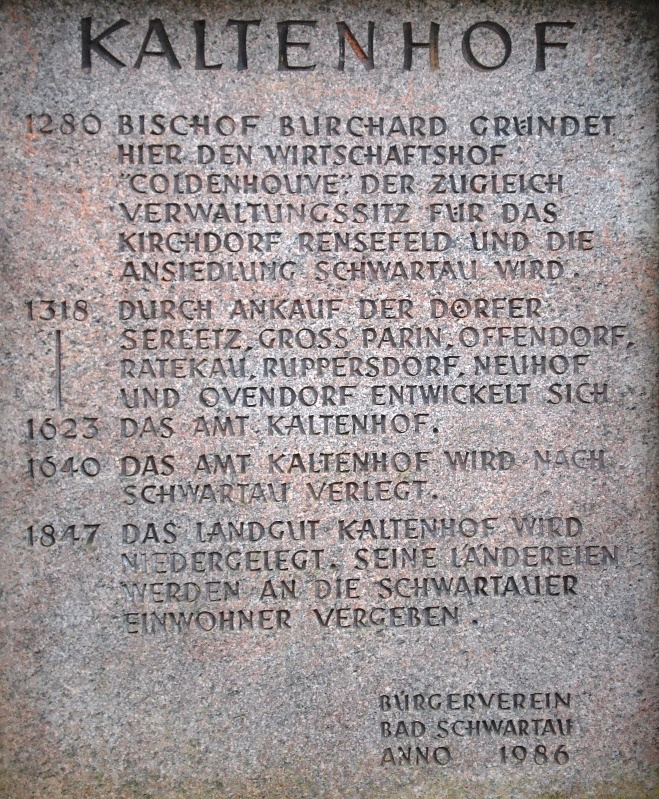
Erinnerungstafel an den Wirtschaftshof Kaltenhof und Nennung des "Amtes Kaltenhof"

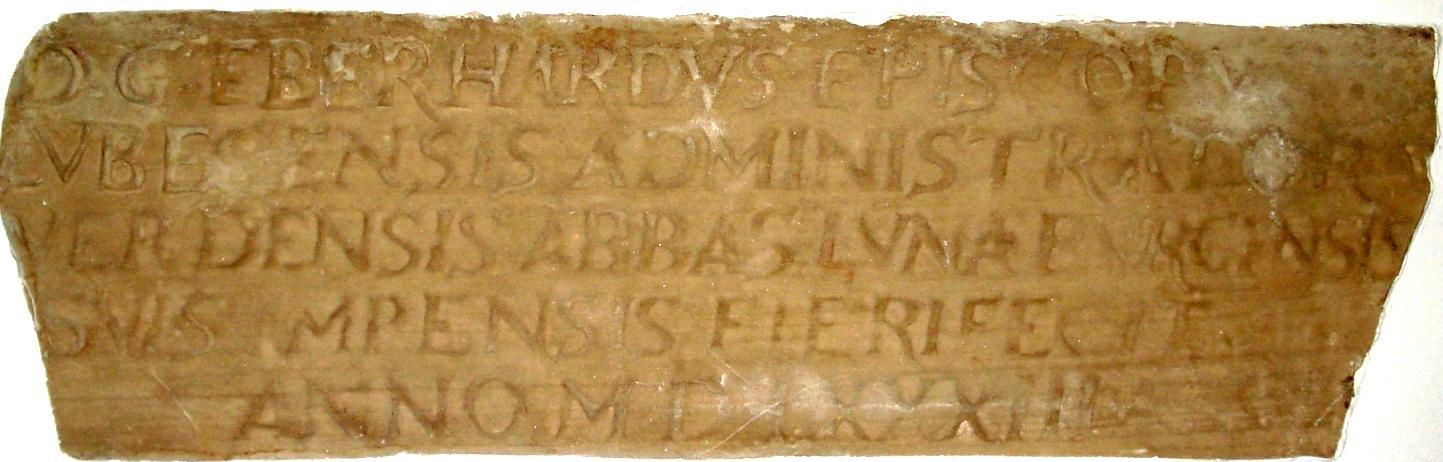
Sandsteinrelief mit Inschrift vom Herrenhaus auf Gut Kaltenhof

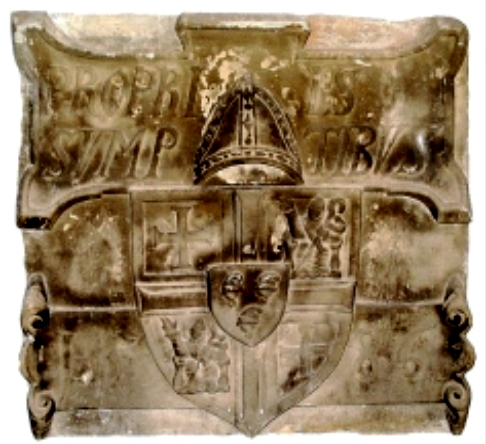
Sandsteinrelief mit dem Wappen des Bischofs vom Herrenhaus auf Gut Kaltenhof

Das Amt Kaltenhof war ein Verwaltungsbezirk des Hochstifts/Fürstentums Lübeck (heute Teil des Kreises Ostholstein in Schleswig-Holstein).
Das Amt Kaltenhof entwickelte sich 1623 auf dem (befestigten) bischöflichen Wirtschaftshof Kaltenhof zur Verwaltung des bischöflichen Landbesitzes.
1640 wurde der Sitz des Amtes Kaltenhof von dem Wirtschaftshof Kaltenhof in das nahegelegene Schwartau verlegt. Das zugehörige Amtshaus befand sich an der Stelle, wo heute das Amtsgericht am Schwartauer Markt steht.
1803 wurde das Hochstift Lübeck durch den Reichsdeputationshauptschluss in das Fürstentum Lübeck umgewandelt – dabei erfolgte der Übergang der meisten Besitzungen des Lübecker Domkapitels (Amt Großvogtei) an das neu gebildete Fürstentum Lübeck.
1819 umfasste das Amt Kaltenhof
- Schwartau
- Rensefeld mit der Siedlung Klein Mühlen
- Sereetz mit der Siedlung "Sereetzer Mühle"
- Wilmsdorf
- Offendorf mit dem Hof Offendorf
- Ovendorf
- Neuhof
- Neu-Ruppersdorf
- Alt-Ruppersdorf
- sowie das Gut Kaltenhof

1843 wurde das Amt Kaltenhof und die (ebenfalls in Schwartau) ansässige Großvogtei zum Amt Schwartau zusammengelegt – ausgelöst durch den im Plöner Vertrag von 1842 vereinbarten Gebietsaustausch zwischen dem Fürstentum Lübeck und Holstein zur Bereinigung der verstreuten Besitzungen.

## Amtmänner
- Joachim von Rantzau, -1701
- Friedrich Detlev Georg Starklof, 1822–1840 (Amtsenthebung)